# Palaeohyphantes simplicipalpis
Genre
Espèce
Synonymes
- Mynoglenes simplicipalpis Wunderlich, 1976

Palaeohyphantes simplicipalpis, unique représentant du genre Palaeohyphantes, est une espèce d'araignées aranéomorphes de la famille des Linyphiidae.

## Distribution
Cette espèce est endémique de Nouvelle-Galles du Sud en Australie.

## Publications originales
- Wunderlich, 1976 : Spinnen aus Australien. 2. Linyphiidae (Arachnida: Araneida). Senckenbergiana Biologica, vol. 57, p. 125-142.
- Millidge, 1984 : The taxonomy of the Linyphiidae, based chiefly on the epigynal and tracheal characters (Araneae: Linyphiidae). Bulletin of the British Arachnological Society, vol. 6, p. 229-267.